# ایمره پولایی
ایمره پولایی (مجاری: Pulai Imre؛ زادهٔ ۱۴ نوامبر ۱۹۶۷) قایقران کانو اهل مجارستان است.